# David Duval
David Robert Duval (født 9. november 1971 i Jacksonville, Florida, USA) er en amerikansk golfspiller, der (pr. september 2010) står noteret for 19 sejre gennem sin professionelle karriere. Hans bedste resultat i en Major-turnering er sejren ved British Open i 2001.
Duval har 2 gange, i 1999 og 2002, repræsenteret det amerikanske hold ved Ryder Cup, hvilket er resulteret i én sejr og et nederlag.